# Jaguaquara
Jaguaquara is een gemeente in de Braziliaanse deelstaat Bahia. De gemeente telt 48.206 inwoners (schatting 2009).